# Nogometna natjecanja u Ljubljanskoj pokrajini 1942./43.
U sezoni 1942./43. Ljubljanska pokrajina bila je pod okupacijom Kraljevine Italije. Nogometna natjecanja nisu bila integrirana u talijanski nogometni sustav.

## Jesenski kup CONI-ja
Između 19. listopada i 1. studenog 1942. godine, CONI (Comitato olimpico nazionale italiano, Talijanski nacionalni olimpijski odbor) organizirao je turnir za četiri mlade ekipe (do 16 godina) i sedam seniorskih ekipa na igralištu u Tyrševoj cesti u Ljubljani. Sudionici su bili SK Vič, SK Žabjak, SK Mladika i SK Dopolavoro tvornice duhana (prisutni na oba turnira), SK Korotan, SK Mars i SK Ljubljana (samo seniorske ekipe). Seniorske ekipe turnira bile su podijeljene u dvije skupine (od četiri i tri), a utakmice nisu trajale 90 minuta, već 50 minuta po utakmici za skupine od četiri i 70 minuta za skupine od tri. Finale za treće i prvo mjesto odigrano je 8. studenog 1942. godine, a ponuđeni nagradni fond bio je relativno visok za to vrijeme, posebno jer su do tada igrači bili navikli primati samo simbolične nagrade na kraju turnira.
| Grupa A | Grupa A       | Grupa A | Grupa A | Grupa A | Grupa A | Grupa A | Grupa A | Grupa A | Grupa A |
| mj.     | klub          | ut.     | pob.    | ner.    | por.    | gol+    | gol-    | bod     |         |
| ------- | ------------- | ------- | ------- | ------- | ------- | ------- | ------- | ------- | ------- |
| 1.      | Mars          | 3       | 2       | 1       | 0       | 18      | 1       | 5       |         |
| 2.      | Dopolavoro TD | 3       | 2       | 1       | 0       | 11      | 1       | 5       |         |
| 3.      | Vič           | 3       | 1       | 0       | 2       | 6       | 11      | 2       |         |
| 4.      | Žabjak        | 3       | 0       | 0       | 3       | 0       | 17      | 0       |         |

| Grupa B | Grupa B      | Grupa B | Grupa B | Grupa B | Grupa B | Grupa B | Grupa B | Grupa B | Grupa B |
| mj.     | klub         | ut.     | pob.    | ner.    | por.    | gol+    | gol-    | bod     |         |
| ------- | ------------ | ------- | ------- | ------- | ------- | ------- | ------- | ------- | ------- |
| 1.      | Mladika      | 2       | 1       | 1       | 0       | 19      | 1       | 3       |         |
| 2.      | SK Ljubljana | 2       | 1       | 1       | 0       | 18      | 1       | 3       |         |
| 3.      | Korotan      | 2       | 0       | 0       | 2       | 0       | 35      | 0       |         |

U posljednjem kolu grupne faze dogodila su se dva sumnjiva incidenta: SK Vič je optužio Dopolavoro tvornice duhana za korištenje neregistriranih igrača, dok su SK Mladika i SK Korotan zanemarili sve sportske principe odigravši 18:0 za SK Mladiku. Dvije momčadi nastojale su eliminirati svog omraženog rivala SK Ljubljana, zahvaljujući Mladikinoj superiornijoj gol-razlici. Slovenski nogometni savez potom je isključio Mladiku i Korotan iz natjecanja u Jesenskom kupu CONI-ja, a svi njihovi prethodni rezultati su poništeni.

Finale je odigrano u nedjelju, 8. studenog 1942., a utakmicu je sudio Vladimir Vrhovnik. Pobjednik jesenskog nogometnog turnira bio je SK Ljubljana, koji je pobijedio SK Mars rezultatom 3:0. Redoslijed dolaska na turnir bio je sljedeći: 1. mjesto SK Ljubljana, 2. mjesto SK Mars i 3. mjesto SK Vič.

## Prvenstvo

### 1. razred
Dana 25. veljače, CONI je objavio službenu najavu za nogometno prvenstvo 1943. Prvenstvo je bilo podijeljeno na prvi razred s četiri momčadi, drugi razred bez ograničenja broja sudionika, natjecanje rezervnih momčadi bez ograničenja broja sudionika i natjecanje mladih momčadi bez ograničenja broja sudionika. Novo pravilo bilo je da klubovi prvog razreda sada moraju imati vlastiti sportski teren. Finalisti Jesenjeg kupa CONI-ja, SK Ljubljana i SK Mars, izravno su se plasirali u prvi razred, dok su ostale registrirane momčadi morale na posebnom kvalifikacijskom turniru odlučiti tko će popuniti preostala dva upražnjena mjesta prvi razred. Još jedno novo pravilo bilo je da će prvak drugog razreda osigurati mjesto u prvom razredu sljedeće sezone.
Nogometni savez je 23. ožujka na redovnom sastanku raspravljao o prijavama momčadi za sudjelovanje u Prvi razred. Za mjesto su se natjecali Hermes, Mladika i Dopolavoro tvornice duhana. Savez je ždrijebom odlučio da će Hermes proći direktno, dok će ostale dvije momčadi morati odigrati kvalifikacijsku utakmicu. Natjecanje za Prvi i Drugi razred zakazano je za 11. travanj, s namjerom da se prije tog datuma odigra i kvalifikacijska utakmica. Dana 2. travnja objavljen je raspored za Prvi i Drugi razredu, a osam momčadi natječe se za titulu najbolje momčadi u Ljubljani (natjecanje bi trebalo završiti 11. lipnja).
Dana 5. travnja 1943. održana je kvalifikacijska utakmica, a Dopolavoro (u žutom dresu) pobijedio je Mladiku (u plavom dresu) 4:2. Međutim, Mladika se žalila jer je Dopolavoro koristio Zvonu Plečka, neregistriranog igrača. Savez je uvažio žalbu i utakmicu odgodio za 11. travanj, a Dopolavoro je ponovno pobijedio 4:2. Prvi razred činilu su SK Ljubljana, SK Hermes, SK Mars i SK Dopolavoro tvornice duhana, a drugi razred SK Mladika, SK Žabjak, SK Korotan i SK Vič. Prva utakmica, također odigrana 11. travnja, bila je SK Ljubljana protiv Marsa, 4:3.
Dopolavoro je započeo prvenstvo tjedan dana kasnije zbog ponovljenog igranja kvalifikacijske utakmice. U prvoj utakmici Dopolavoro je pobijedio Hermes 1:0, ali je ponovno koristio neregistriranog igrača, Branu Milanovića, te je Hermesu dodijeljena pobjeda od 2:0 (kako je to uobičajeno u Italiji, a ne 3:0 kako je to uobičajeno na Balkanu).
Prvenstvo je nastavljeno 1. svibnja (nakon Uskrsnog kupa CONI-ja) i, uz manje prekide, trajalo je do sredine srpnja. Unatoč relativno niskoj kvaliteti utakmica, gledatelji su svjedočili velikom broju golova, stoga ne čudi da su neke utakmice (posebno derbiji između SK Ljubljane i Hermesa) privukle i do 1500 gledatelja na stadione. SK Ljubljana se brzo istaknula kao jasan favorit te je na kraju osiguravši naslov prvaka prve lige sa šest pobjeda i bez poraza. Dominaciju zeleno-bijele momčadi u natjecanju svjedoči i činjenica da su oba puta pobijedili svog glavnog ligaškog rivala, Hermes, prvi put 5:1, a drugi put čak 7:1. Prema novinama Jutro, postojala je izuzetno velika razlika u kvaliteti između Ljubljane i Hermesa s jedne strane te Marsa i Dopolavora s druge strane.
| mj. | klub          | ut. | pob. | ner. | por. | gol+ | gol- | kvoc  | bod |
| --- | ------------- | --- | ---- | ---- | ---- | ---- | ---- | ----- | --- |
| 1.  | SK Ljubljana  | 6   | 6    | 0    | 0    | 35   | 7    | 5,000 | 12  |
| 2.  | Hermes        | 6   | 4    | 0    | 2    | 13   | 14   | 0,928 | 8   |
| 3.  | Mars          | 6   | 2    | 0    | 4    | 11   | 20   | 0,550 | 4   |
| 4.  | Dopolavoro TD | 6   | 0    | 0    | 6    | 4    | 22   | 0,181 | 0   |

### 2. razred
U drugom razredu dominiransla je Mladika koja je ostvarila pet pobjeda i jedan remi. Jedini bod izgubila je protiv Žabjaka s kojim je igrala 4:4.
| mj. | klub    | ut. | pob. | ner. | por. | gol+ | gol- | kvoc  | bod |
| --- | ------- | --- | ---- | ---- | ---- | ---- | ---- | ----- | --- |
| 1.  | Mladika | 6   | 5    | 1    | 0    | 21   | 10   | 2,100 | 11  |
| 2.  | Žabjak  | 6   | 2    | 2    | 2    | 15   | 9    | 1,666 | 6   |
| 3.  | Korotan | 6   | 3    | 0    | 3    | 12   | 13   | 0,923 | 6   |
| 4.  | Vič     | 6   | 0    | 1    | 5    | 7    | 23   | 0,304 | 1   |

## Uskrsni kup CONI-ja
Na Uskrs 1943., 25. travnja, SK Hermes je organizirao turnir na svom stadionu Šiška, na kojem su sudjelovali domaćini, SK Ljubljana, SK Mladika i Dopolavoro. SK Ljubljana je pobijedio na turniru, pobijedivši Mladiku u polufinalu, dok ih je Dopolavoro pobijedio 5:0 u finalu. SK Ljubljana je finale igrao u plavoj boji, dok je Dopolavoro nosio narančasto-crnu opremu.

## Vanjske poveznice
- Tin Mudražija, Zgodovina nogometa v Kraljevini SHS/Jugoslaviji in v času okupacije, 2016.